# El aristócrata solterón

Escudo de Lord Robert Walsingham de Vere St. Simon

El aristócrata solterón (título original: The Adventure of the Noble Bachelor) es uno de los 56 relatos cortos sobre Sherlock Holmes escrito por Arthur Conan Doyle. Fue publicado originalmente en The Strand Magazine y posteriormente recogido en la colección Las aventuras de Sherlock Holmes.

## Argumento
Sherlock Holmes  puede ser tildado de amable, cariñoso y hasta condescendiente con sus clientes, pero, desde luego, no tolera la más mínima salida de tono. Así, cuando Lord Robert Walsingham de Vere St. Simon visita a Holmes, asistimos a un divertido diálogo:

"–Tengo entendido que usted ha llevado ya adelante varios casos delicados por el estilo de éste, señor, aunque presumo que pertenecerían a personas de distinta clase social.

– En efecto, voy descendiendo.

–¿Cómo dice?

–Mi último cliente de esta clase fue un rey.

–¡Oh!, ¿de veras? No sabía nada. ¿Y qué rey?

–El rey de Escandinavia.

–¡Cómo! ¿Desapareció su esposa?

–Como usted comprenderá -le djo con suavidad Holmes-, yo hago extensiva a los asuntos de mis demás clientes la misma reserva que le prometo a usted en los suyos."

Watson, testigo presencial, no describe la cara del estirado Lord St. Simon, pero, desde luego, debía traslucir su perplejidad.
The Adventure of the Noble Bachelor (El Aristócrata Solterón), a la que pertenece el diálogo anterior, relata el caso de la extraña desaparición de la rica heredera Hatty Doran. Hija única del multimillonario Aloysius Doran, se ha esfumado tras su matrimonio con el citado Lord St. Simon, segundo hijo del duque de Balmoral y perteneciente a la más rancia aristocracia de Inglaterra. A pesar de la poca simpatía que inspira a Holmes el estirado personaje, el caso le interesa, y se hace cargo de él. Como es habitual, resuelve brillante y rápidamente el caso.
El supuesto asesinato, en el que está implicada Flora Millar, una antigua "amiga íntima" de Lord St. Simon, se convierte en una romántica aventura en la que, finalmente, vence el amor. El aristócrata se siente humillado, la novia feliz, y el inepto inspector Lestrade de Scotland Yard, una vez más, queda confuso y aturdido ante la probada eficacia del genial Sherlock Holmes.